# Sobór Trzech Świętych Hierarchów w Sowiecku
Sobór Trzech Świętych Hierarchów – prawosławny sobór parafialny w Sowiecku, w dekanacie niemańskim eparchii czerniachowskiej Rosyjskiego Kościoła Prawosławnego.

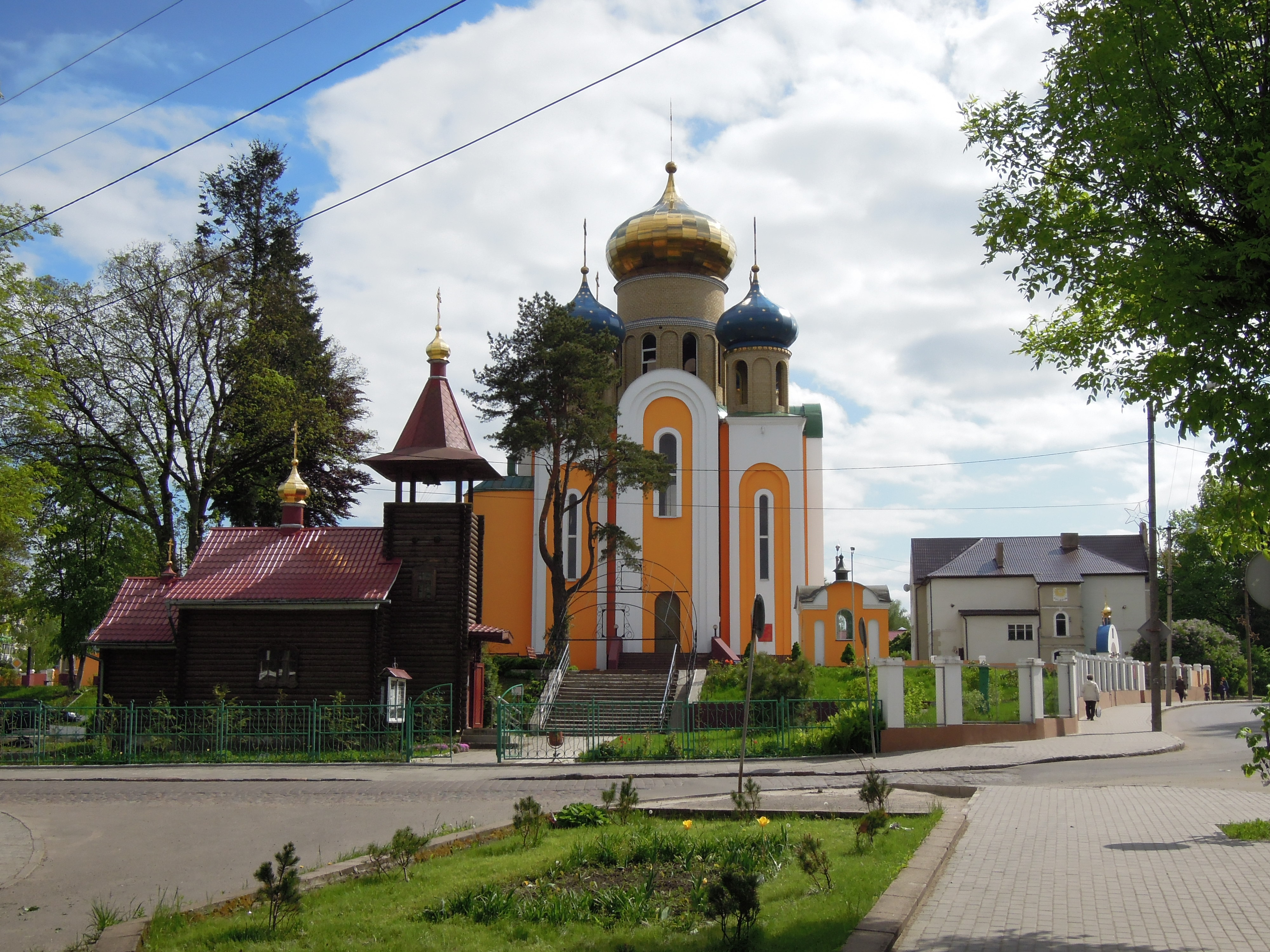
Sobór i kaplica-dzwonnica

## Położenie
Świątynia znajduje się przy Szosie Kaliningradzkiej.

## Historia
Sobór wzniesiono w latach 2000–2007. Poświęcony 4 listopada 2007 r. przez metropolitę smoleńskiego i kaliningradzkiego Cyryla.